# Arthur Hull (cầu thủ bóng đá)
Arthur Hull là một thủ môn bóng đá người Anh. Ông có hơn 100 trận tại Football League cho Blackpool trong 4 năm đầu thế kỉ 20. Ở mùa giải 1902-03, ông có một trận thi đấu ở vị trí tiền vệ.